# Línea 82 (Córdoba)
La Línea 82 es una línea de transporte urbano de pasajeros de la ciudad de Córdoba, Argentina. El servicio está actualmente operado por la empresa SiBus.
Anteriormente el servicio de la línea 82 era denominada como T1 (Transversal) desde 2002 por T.A.M.S.E., hasta que el 1 de marzo de 2014, por la implementación del nuevo sistema de transporte público, el T1 se fusiona como 82 y operada por ERSA Urbano. El 30 de septiembre de 2021, la Municipalidad de la ciudad le quita a Ersa los corredores 3 y 8 y pasan a manos de TAMSE y Coniferal donde actualmente opera.

## Recorrido
Desde barrio Ampliación Ferreyra a barrio Rincón Bonito.
 Servicio diurno.
Ida:  De Camino La Carbonada – Callejón hasta Cipriano Perelló – Calle Pública – Int. Cnel. Bartolomé De la Corte – Francisco Borga – Cnel. Juan Ramón Rojas – Diez de Medina – Cipriano Perelló –  Rotonda Agustín Gamarra – Agustín Gamarra – Av. Gral. Manuel Savio – Juan del Risco y Alvarado – Chirino de Posadas – Colectora – Cruza Av. Circunvalación – Colectora – Chirino de Posadas – Camargo Loayza – Gabriel de Ortubia – Av. 11 de Septiembre – Malagueño – Tristán Narvaja – Miguel de Sesse – Provincias Vascongadas – Miguel de Mármol – Galicia – Andalucía – Salamanca – Valladolid – Av. Revolución De Mayo – Av. Madrid – Dr. Ricardo Luti – Av. Revolución De Mayo – Bajada Pucará – Av. Sabattini – Bv. Illia – Bv. San Juan – Mariano Moreno – Rodríguez Peña – Av. Colón – Cnel. Pedro Zanni – Av. Octavio Pinto – Las Playas – Betania – Javier López – Mariano Larra – José Otero – Nicanor Carranza – Cnel. Juan Beverina – Fernando Fader – Gdor. Victorino Rodríguez – Luis de Tejeda – Hugo Wast – Av. Rafael Núñez – Rotonda Mujer Urbana – Av. Recta Martinolli – Hasta Pablo Buitrago.
Regreso:  Pablo Buitrago – Av. Ricardo Rojas – Manuel de Falla – Av. Recta Martinolli – Av. Gauss – Av. Rafael Núñez – Túnel Mujer Urbana – Av. Rafael Núñez – Hugo Wast – Gregorio y Gavier – Tristán Malbrán – José Roque Funes – Hilarión Plaza – Mario Arruabarrena – José Barros Pasos – Rufino Cuervo – Av. Octavio Pinto – Av. Costanera (E-O) – Monseñor de Andrea – Av. Colón – Av. General Paz – Av. Vélez Sarsfield – Bv. San Juan – Bv. Illia – Av. Sabattini – Dr. Ricardo Luti – Monserrat – Valencia – El Escorial – Santander – Asturias – Cádiz – Miguel de Mármol – Tristán Narvaja – Malagueño – Av. 11 de Septiembre – Gabriel de Ortubia – Camargo Loayza – Chirino de Posadas – Colectora – Cruce Av. Circunvalación – Colectora – Chirino de Posadas – Juan del Risco y Alvarado – Av. Gral. Manuel Savio – Agustín Gamarra – Rda. Agustín Gamarra – Cipriano Perelló hasta callejón – Camino La Carbonada.